# Nonnawat Salad
Nonnawat Salad (thailändisch นนท์นวัฒน์ สาลาด; * 17. September 1999) ist ein thailändischer Fußballspieler.

## Karriere
Nonnawat Salad stand bis Mitte 2021 beim Chaiyaphum United FC unter Vertrag. Der Verein aus Chaiyaphum spielte in der dritten Liga, der Thai League 3. Hier trat Chaiyaphum in der North/Eastern Region an. Zur Saison 2021/22 unterschrieb er einen Vertrag beim Erstligisten Nakhon Ratchasima FC. Sein Erstligadebüt für den Verein aus Nakhon Ratchasima gab Nonnawat Salad  am 11. September 2021 (2. Spieltag) im Auswärtsspiel gegen Chiangrai United. Hier wurde er in der Nachspielzeit für Naruphol Ar-romsawa eingewechselt. Chiangrai gewann das Spiel mit 3:2. In seiner ersten Erstligasaison bestritt er zwei Erstligaspiele. Die Saison 2022/23 wurde er an den ebenfalls in Nakhon Ratchasima beheimateten Drittligisten Nakhon Ratchasima United FC ausgeliehen. Mit dem Verein spielte er 24-mal in der North/Eastern Region der Liga. Nach der Ausleihe kehrte er im Sommer 2023 zu Swat Cat zurück. Bis Jahresende kam er in Korat nicht mehr zum Einsatz. Im Januar 2024 schloss er sich für den Rest der Saison dem Drittligisten Suranaree Black Cat FC an. Mit dem Verein aus Nakhon Ratchasima bestritt er vier Ligaspiele in der North/Eastern Region.  Im Sommer 2024 nahm ihn der Ligakonkurrent Muang Loei United FC aus Loei unter Vertrag. Nach einem Spiel in der North/Eastern Region wurde sein Vertrag nach der Hinrunde aufgelöst. Der Phitsanulok Unity FC, ein Verein der Northern Region, nahm ihn im Januar 2025 unter Vertrag. Am Ende der Saison 2024/25 musste er mit dem Verein als Tabellenletzter aus der dritten Liga absteigen. Nach dem Abstieg nahm ihn der ebenfalls in der Northern Region spielende Phitsanulok FC unter Vertrag.